# Nigel Poett
Joseph Howard Nigel Poett (1907-1991) est un général d’armée britannique.

## Biographie
À la sortie de l’Académie militaire royale de Sandhurst, il est nommé sous-lieutenant (Mle 38346) le 1er septembre 1927 au Durham Light Infantry (London Gazette du 2/09/27).
Capitaine le 30 juin 1937 (LG du 29/06/37).
Capitaine (avec rang de lieutenant-colonel), général de brigade à titre temporaire, il commande la 5e Brigade parachutiste de la 6e Division aéroportée pendant la campagne de Normandie en 1944 et jusqu’en mai 1945, en Allemagne.
Il reçoit la Silver Star américaine le 20 juin 1944 (LG du 16/06/44) des mains du général Dwight David Eisenhower.
Nommé commandant le 1er septembre 1944 (LG du 1/06/44).
Il est décoré par le maréchal Bernard Montgomery du Distinguished Service Order (DSO), attribué le 29 mars 1945 (LG du 27/03/45) pour services distingués en Europe du Nord-Ouest : "For gallant and distinguished conduct from the 5th/6th June to the 30th August. Throughout this whole period Brigadier Poett has commanded his Brigade with gallantry and skill. By his tactical ability he held Ranville against determined and well pressed home attacks notably on the 6th and 10th June. With the exception of one short period of a few days his Brigade was continuously in the line and in contact with the enemy throughout this period. He has had in killed and wounded just under 1,000 casualties: his battalions have been down in one case to under 200 and in the other two to 300 strong. In spite of this he has always held a full brigade front; never have his troops shown war weariness and never have they been anything but fit, keen and efficient. His is an example when leadership, example and personal character and courage have not only held men together, but have sustained in them a most astounding confidence in themselves. His skilful handling of the battle for the bridges and later in the fight for Ranville were but highlights in a period of spirited and inspiring command. On the 18th/19th August Brigadier Poett's Brigade by a quickly planned and energetically carried out night advance seized the high ground South of Dozule. His Brigade forced the crossings over the River Touques at Pont L'Évêque against the most determined resistance. His skill as a commander and his personal courage as a man are beyond praise."
Il reçoit une deuxième fois le Distinguished Service Order (DSO and Bar) le 21 juin 1945 pour services distingués en Europe du Nord (LG du 21/06/45). "On the 24th March 1945 Brigadier Poett dropped with his Brigade East of the Rhine with the task of clearing and holding the northern face of the divisional area. The dropping zone was strongly defended by infantry and flak guns. It was a case of every man for himself during the first few minutes, and it was here that Brigadier Poett, by personal example, inspired those around him with a fierce determination to get in amongst the enemy. It was in no small measure due to their leaders own complete disregard for his personal safety that the dropping zone was quickly cleared to enable units to rally. During the rally Brigadier Poett was constantly exposing himself in order to organise his men for the assault on the Brigade objectives. These were taken in a remarkably short time. Throughout the day he put up a remarkable personal effort of sheer courage and determined leadership which infused his whole Brigade with tremendous enthusiasm."
Directeur des Plans au Ministère de la Guerre (1946-48).
Promu lieutenant-colonel le 25 mars 1949 (LG du 10/01/50) puis colonel le 31 décembre 1949 (LG du 7/02/50). Chef de la mission militaire britannique en Grèce en 1949-50.
Nommé général de division à titre temporaire le 24 juillet 1950 (LG du 28/07/50), Chef d'état-major des forces terrestres d'Extrême-Orient du 25 juillet 1950 au 7 avril 1952. Général de division le 14 mai 1951.
Nommé Compagnon de l’Ordre du Bain (CB) le 1er janvier 1952 (LG du 28/12/51).
Commandant de la 3e Division d’infanterie du 2 mai 1952 au 1er avril 1954.
Directeur des Opérations militaires au Ministère de la Guerre du 3 juin 1954 au 1er décembre 1956.
Du 1er juillet 1956 jusqu’au 1er octobre 1965, il est colonel commandant le Durham Light Infantry.
Commandant du collège d'état-major de Camberley du 1er janvier 1957 au 11 septembre 1958.
Il est nommé général de corps d’armée et Commandant en chef du Southern Command le 1er novembre 1958 (jusqu’au 1er mai 1961).
Promu chevalier commandeur de l'ordre du Bain (KCB) le 13 juin 1959 (LG du 5/06/59).
Commandant en chef des forces terrestres d'Extrême-Orient du 1er juin 1961 au 10 avril 1963.
Nommé général d’armée le 28 août 1952 (LG du 31/08/52). Il prend sa retraite le 5 août 1963.

## Distinctions
- Chevalier commandeur de l’ordre du Bain (KCB), 1959)
- Compagnon du Distinguished Service Order avec barrette (DSO and Bar), 1945
- Silver Star (États-Unis), 1944

## Sources
- (en) La London Gazette, le journal officiel britannique, pour les promotions et décorations
- (en) Biographie, avec nombreuses photographies, sur pegasusarchive.org/normandy, un site consacré aux opérations aéroportées en Normandie en 1944
- Colonel David Smiley, Au cœur de l'action clandestine. Des Commandos au MI6, L'Esprit du Livre Éditions, 2008 (traduction de (en) Irregular regular, 1994). Les mémoires d'un officier du SOE (Albanie, Asie) puis du MI6 (Albanie, Oman, Yémen). David Smiley est nommé en 1949 officier "Opérations et Renseignements" près la mission militaire britannique commandée par le général Nigel Poett. Il s'agit en fait d'une couverture de sa fonction d'agent du MI6 dans le cadre du projet Valuable.